# Locnville
Locnville – południowoafrykański zespół, w którego skład wchodzi dwójka braci bliźniaków: Andrew i Brian Chaplin. 
Andrew i Brian zaczęli pasjonować się muzyką kiedy mieli 6 lat i dostali wówczas pierwszą gitarę. Bardzo inspirowała ich muzyka takich zespołów, jak m.in. Pink Floyd, czy Oasis. Andrew i Brian zaczynali swoją karierę w rodzinnym mieście w Kapsztadzie. Mimo młodego wieku nagrali swój pierwszy singiel pt. "Amnesia". 
Między 8 a 12 rokiem życia duet Chaplinów założył rockową grupę, w której Brian grał na perkusji, natomiast Andrew na gitarze. W 2001 r. bliźniacy wraz z matką powrócili do Stanów, gdzie zaczęli tworzyć inny styl muzyki niż dotychczas. Zaczęli tworzyć hip-hop. W 2003 r. Andrew i Brian wrócili do ojca i zaczęli produkować muzykę, jaką zaczęli w Stanach, dodając do tego rap. W 2005 r. bliźniacy mając 15 lat wzięli udział w konkursie Hip Hop Indaba. Po koncercie telewizja RPA zaprosiła ich do swego programu. Duet w późniejszym czasie podpisał kontrakt z kanałem Showbiz Report. Nagrali demo kasety pt. Making a Name for Us, w której chodziło o wpływ, jaki na bliźniaków ma hip-hop. 
Nagrali również piosenkę promującą kasetę What If I Said. W 2006 r. Andrew i Brian kontynuowali współpracę z La Roux. La Roux podtrzymywał swoją ideę, żeby nie rozdzielać braci, aby mogli nagrywać i tworzyć razem, tak jak inni afrykańcy artyści. Z La Roux bracia tworzyli muzykę hip hop, rock, kwaito oraz R&B. Locnville wydali w lutym 2010 r. album, który nosi nazwę Sun In My Pocket. Album odniósł sukces, gdyż zajął 1 miejsce na liście najlepiej sprzedających się albumów w południowej Afryce. Sun in my Pocket zawiera 3 single.
Locnville został nominowany przez afrykańską telewizję do nagrody w kategorii "Najlepszy Przybysz", dla piosenki "Sun In My Pocket", w 2010 r. Locnville wygrał nominację i odebrał nagrodę w teatrze "Monte Casino" w Johannesburgu 28 lutego 2010 r.

## Dyskografia
Retro Electro / Sun In My Pocket
Running To Midnight
Faster Longer Mixtape